# Wald nördlich Malente
Wald nördlich Malente este o arie protejată (arie specială de conservare — SAC, sit de importanță comunitară — SCI) din Germania întinsă pe o suprafață de 66 ha, integral pe uscat.

## Localizare
Centrul sitului Wald nördlich Malente este situat la coordonatele 54°11′44″N 10°32′13″E / 54.1956°N 10.5369°E.

## Înființare
Situl Wald nördlich Malente a fost declarat sit de importanță comunitară în septembrie 2004 pentru a proteja un număr necunoscut de specii din flora spontană și fauna sălbatică aflate în arealul zonei. Situl a fost protejat și ca arie specială de conservare în ianuarie 2010.

## Biodiversitate
Situată în ecoregiunea continentală, aria protejată conține 1 habitat natural: Păduri de fag Asperulo-Fagetum.
La baza desemnării sitului se află un număr nedeclarat de specii protejate.